# Robert Malet
Robert Malet († nach 13. Februar 1105), Herr von Graville (heute Teil von Le Havre) und Eye (Suffolk), war ein anglonormannischer Baron und ist bekannt als erster, der zum Master Chamberlain von England ernannt wurde.

## Leben
Robert Malet war der älteste Sohn und Erbe von Guillaume Malet und Esilia, Tochter von Gilbert Crispin. Er war bereits erwachsen, als er seinem Vater – vermutlich 1071 – nach England folgte, wo er dessen Erbe antrat. Der normannische Familienbesitz lag im Pays de Caux und dem Pays de Caen mit der Hauptburg Graville. Der englische Besitz verteilte sich auf acht Grafschaften, 80 % davon in Suffolk, darunter vor allem die bedeutende Honor of Eye – in England war er einer der Adligen mit dem umfangreichsten Grundbesitz. Das Domesday Book rechnet ihm 221 Güter in Suffolk, 32 in Yorkshire, 8 in Lincolnshire, 3 in Essex, 2 in Nottinghamshire und eines in Hampshire zu.
1075 befand sich Robert in der Armee von William de Warenne und Richard de Bienfaite, die den Aufstand des Ralph de Gaël in East Anglia während des Aufstands der Grafen unterdrückten. Nachdem sich die Rebellen, die sich in Norwich Castle verschanzt hatten, ergeben hatten, erteilte ihm Wilhelm der Eroberer das Oberkommando. 1080 diente er als Sheriff in Suffolk.
Nach der Thronbesteigung Wilhelms II. fiel er in Ungnade, die Honor of Eye wurde sogar beschlagnahmt. Es ist wahrscheinlich, dass er Robert Curthose unterstützt hatte, den Herzog der Normandie und älteren Bruder des Königs, insbesondere während des Aufstands von 1088. Die Honor of Eye, die zwischen 1087 und 1094 beschlagnahmt wurde, wurde Roger Poitevin gegeben, einem Sohn von Roger de Montgomerie, 1. Earl of Shrewsbury. Bis zum Ende der Herrschaft Wilhelms II. tritt Robert Malet in den Quellen nicht mehr auf. Vermutlich war er in die Normandie zu Robert Curhose zurückgekehrt. Nach dessen Abreise zum Ersten Kreuzzug 1096 trat er in den Dienst Heinrich Beauclerks, des jüngeren Bruders der Königs und des Herzogs. Heinrich wurde 1100 Nachfolger Wilhelms II. als König von England, Robert Malet nahm an der Krönung teil, unterzeichnete die dazugehörige Urkunde, und erhielt kurz danach die Honor of Eye zurück.
Er blieb ein enger Vertrauter des Königs und sein Chamberlain (Kammerherr) bis 1105 und wurde in dieser Zeit zum ersten offiziellen Master Chamberlain Englands ernannt. Er war Zeuge vieler königlicher Urkunden bis Februar 1105, wonach es von ihm keine Spur mehr gibt.
Zwischen 1100 und 1105 vollendete er die Gründung von Eye Priory, die er während der Regierungszeit des Eroberers begonnen hatte, die aber durch die Konfiszierung seines Vermögens in England suspendiert worden war.

## Familie
Informationen über seine Ehefrauen und seine Nachkommen sind spärlich. Eine Schenkungsurkunde der Abtei Saint-Taurin in Évreux erwähnt Robert Malet und seine Ehefrau Emeline, ein schlecht erhaltenes weiteres Dokument hingegen nennt eine Maud (Matilda). Nach seinem Tod ging sein Besitz an Guillaume (II.) Malet, der üblicherweise als sein Bruder angesehen wird, aber auch sein Sohn sein könnte. Der englische Besitz wurde von Heinrich I. vermutlich 1110 beschlagnahmt, der ihn 1113 an seinen Neffen Stephan von Blois gibt, der 1135 auch sein Nachfolger auf dem Thron werden sollte.